# Philip C. Knapp

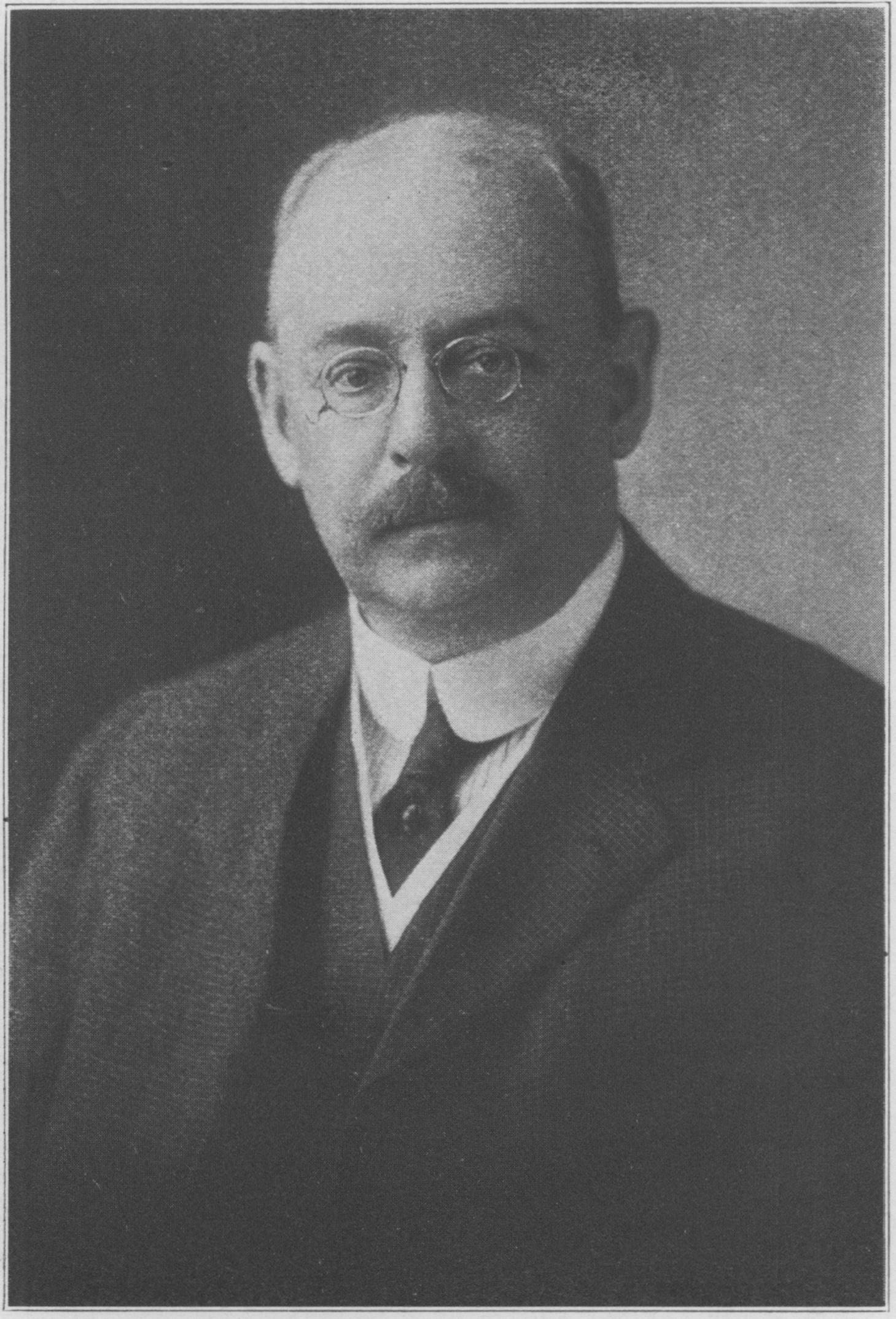
Philip Coombs Knapp

Philip Coombs Knapp (ur. 3 czerwca 1858 w Lynn, zm. 23 stycznia 1920) – amerykański neurolog i psychiatra. W 1878 otrzymał tytuł M.D. na Harvard University. By przewodniczącym American Neurological Association w 1895 roku. Autor wielu prac z dziedziny neurologii.

## Prace
- The pathology, diagnosis and treatment of intra-cranial growths. Rockwell and Churchill, 1891
- Astasia-Abasia: With the Report of A Case of Paroxysmal Trepidant Abasia Associated With Paralysis Agitans.  Journal of Nervous and Mental Disease 17, 11, ss. 673-703 (listopad 1891)
- The Early Symptoms of General Paralysis. Journal of Nervous and Mental Disease 38, 9, ss. 513-521 (wrzesień 1911)
- Bony Sensibility. Journal of Nervous and Mental Disease 31, 1, ss. 25-28 (styczeń 1904)
- Observations on the Cutaneous and Deep Reflexes. American Journal of the Medical Sciences 89, 178, ss. 429-449 (kwiecień 1885)